# Гвиницелли, Гвидо
Гвидо Гвиницелли (собственно Гуиницелли, ошибочно называемый Гвиничелли; итал. Guido Guinizelli dei Principi; около 1235—1276) — крупнейший из поэтов Италии до Данте и непосредственный учитель последнего в лирике.
Родом из Болоньи — в то время центра философских штудий в Италии. Происходил из древней именитой семьи, умер в изгнании. До нас дошло лишь незначительное количество произведений Гвиницелли (канцон и сонетов), но эти произведения по справедливости считаются первыми образцами оригинальной итальянской поэзии. До Гвиницелли итальянская поэзия, в лице «сицилийской школы», подражала провансальским трубадурам; Гвиницелли вышел из сферы чисто любовной лирики, где игра формами заслоняла тему; в его поэзии проявляются, с одной стороны, философский и спиритуалистический элементы (в канцонах), воспринятые Данте от Гвиницелли, а с другой — поэтический реализм (некоторые сонеты Гвиницелли — реальные картинки, необычные для его предшественников).
Школа Гвиницелли, так называемая «болонская», являлась первой носительницей «dolce stil nuovo» — «сладостного нового стиля» (см. также «итальянская литература»); к ней примыкали такие поэты, как Орбичани, фра Гуиттоне д’Ареццо и др. Но Гвиницелли является также выдающимся мастером итальянского стиха, «противопоставлявшим жалкому богатству ритмов провансальцев торжественное течение итальянских стансов» (Дж. Кардуччи). Лучшим его произведением считается канцона: «Al cor gentil ripara sempre amore Come alla selva augello in la verdura» (В благородном сердце всегда пребывает любовь, как в зеленеющем весною лесу — птица).